# Rozalin (stacja kolejowa)
Rozalin – nieczynna wąskotorowa stacja kolejowa w Kazimierzowie, w województwie lubelskim, w Polsce. Stacja należy do Nałęczowskiej Kolei Dojazdowej.

## Galeria

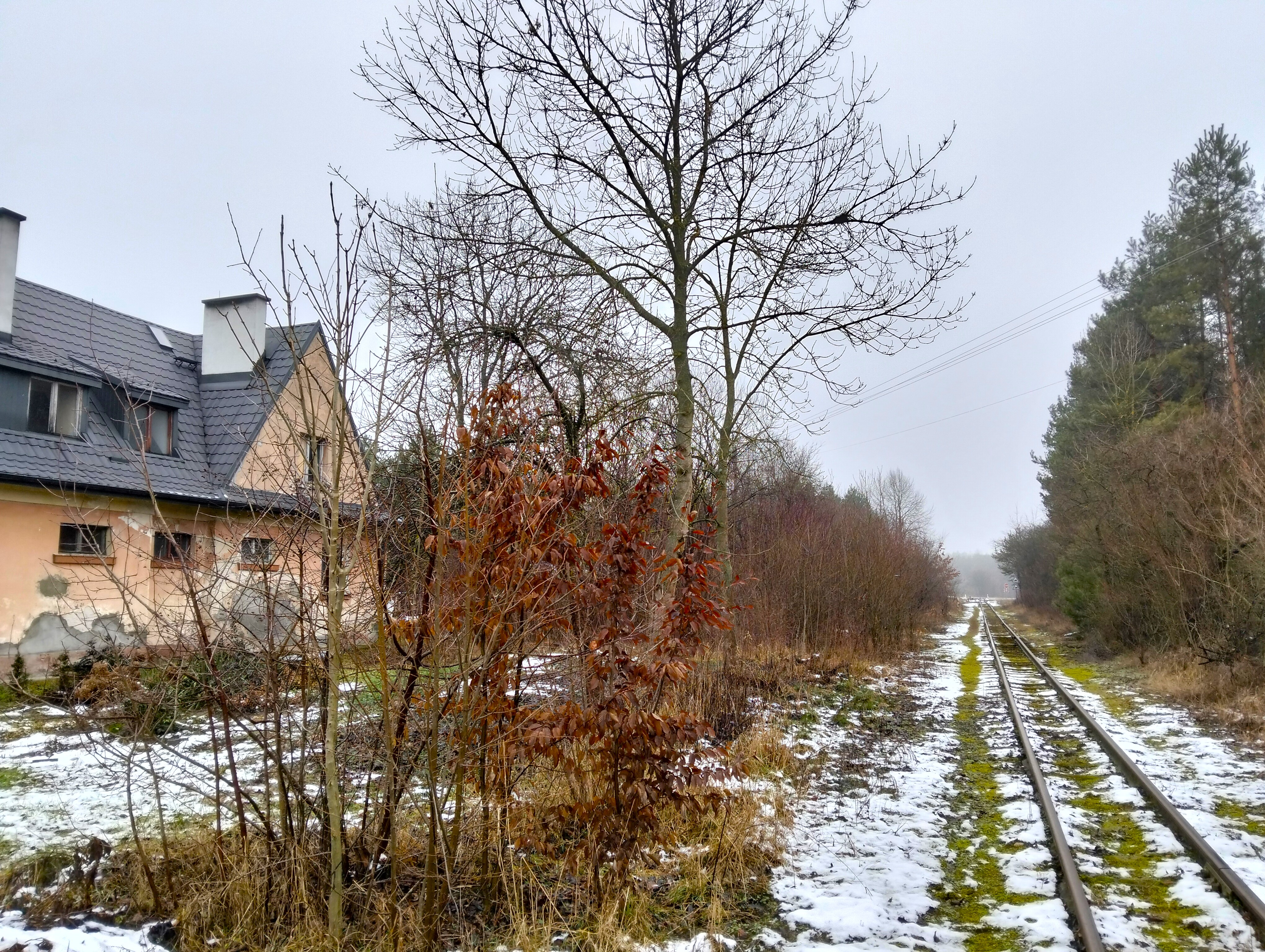
Peron i szlak w kierunku Karczmisk
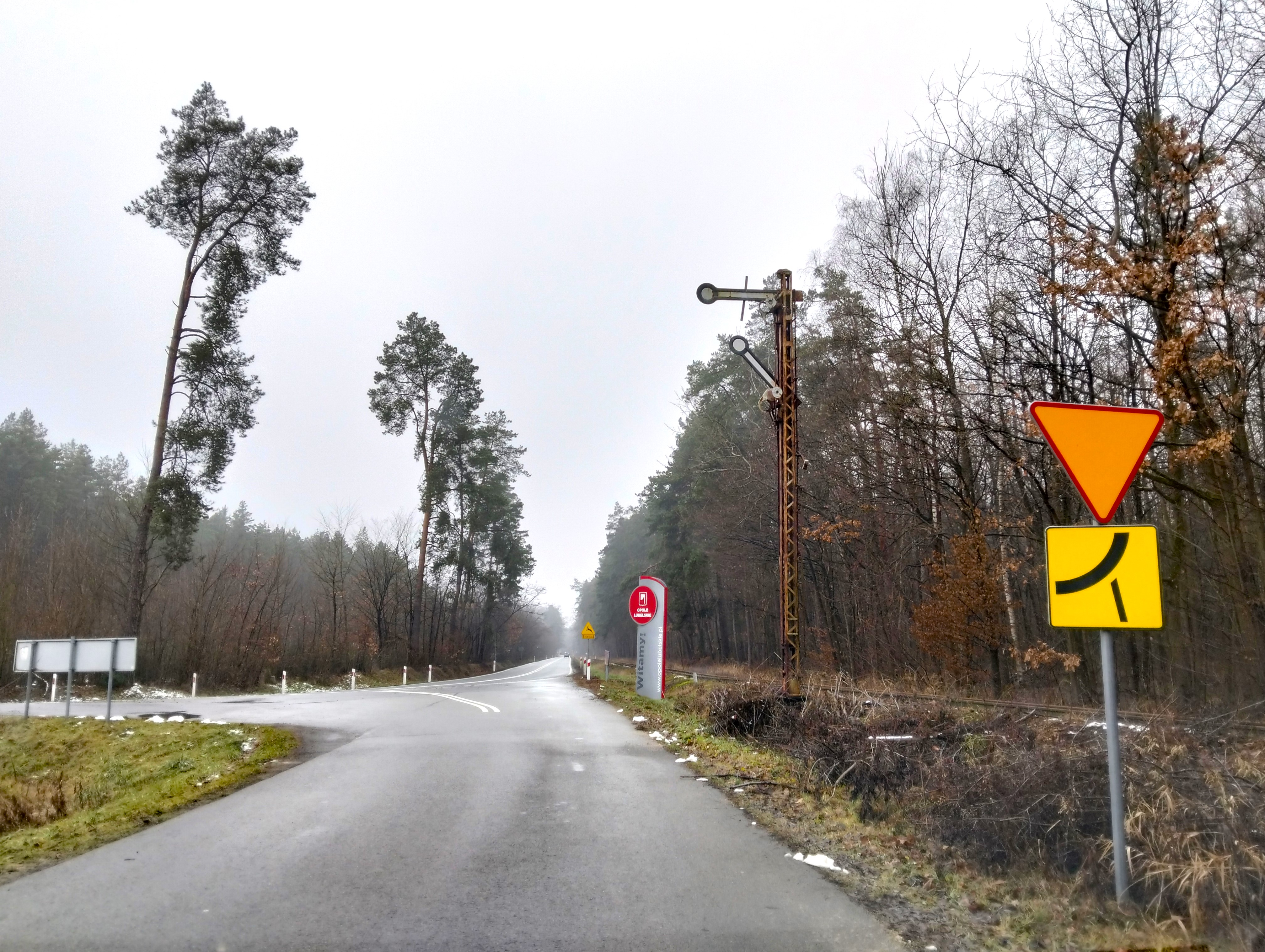
Semafor i szlak w kierunku Opola Lub.